# Konstanty Adam Czartoryski

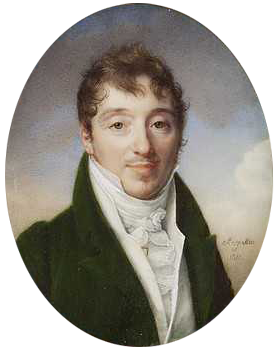
Konstanty Adam Czartoryski

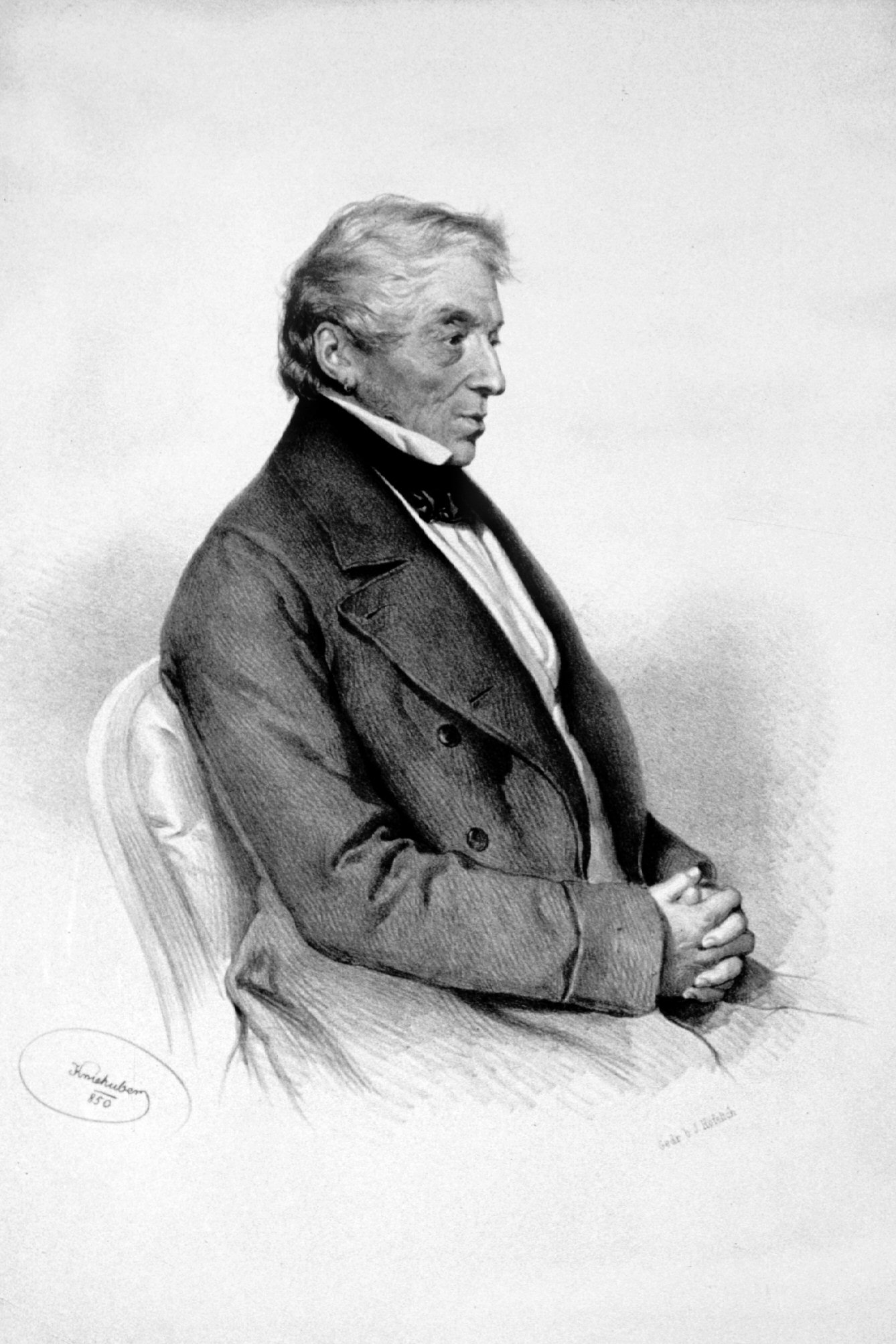
Konstantin Fürst Czartoryski, Lithographie von Josef Kriehuber, 1850

Konstantin Fürst Czartoryski (* 28. Oktober 1773 in Puławy; † 23. April 1860 in Wien) war polnischer Offizier und Kunstsammler.

## Leben
Czartoryski war der Sohn von Adam Kasimir Czartoryski. Er wurde in Sankt Petersburg russischer Gardeoffizier und Adjutant des Großfürsten Konstantin. Zur Zeit des Herzogtums Warschau 1809 trat er in das polnische Heer und errichtete auf eigene Kosten ein Regiment. Dann nahm er am Feldzug Napoleons gegen Russland teil und zeichnete sich in der Schlacht bei Moskau aus.
1816 trat Czartoryski in Sankt Petersburg wieder für kurze Zeit in das russische Heer ein und wurde kaiserlicher Generaladjutant. Bald aber zog er sich ganz vom öffentlichen Leben zurück.
Er ließ sich 1828 in Wien nieder. Hier legte er eine wertvolle Gemäldesammlung an und kaufte 1832 / 1834 das bald Czartoryski-Schlössel genannte Palais im damaligen Vorort Weinhaus, seit 1892 im 18. Wiener Gemeindebezirk, Währing. Dort machte er seine Kunstsammlung öffentlich zugänglich.
Konstantin Fürst Czartoryski starb am 23. April 1860 in Wien. Das Palais erbte sein Sohn Georg Konstantin Czartoryski, nach dessen Tod 1912 es die Stadt Wien kaufte. Das Palais wurde 1957 abgerissen.
In Wien wurde 1894 eine Gasse unweit des Czartoryski-Schlössels, auf dem Schafberg, nach dem Fürsten benannt (17. und 18. Bezirk, Czartoryskigasse).
Konstantins Bruder Adam Georg Czartoryski war ebenfalls polnischer Offizier.